# Championnat du monde de vitesse moto 1962
Navigation
Édition précédente Édition suivante
Le Championnat du monde de vitesse moto 1962 est la quatorzième saison de vitesse moto organisée par la FIM.

Ce championnat comporte onze courses de Grand Prix, pour cinq catégories : 500 cm3, 350 cm3, 250 cm3, 125 cm3 et 50 cm3.
La catégorie 50 cm3 apparaît.

## Attribution des points
Les points du championnat sont attribués aux six premiers de chaque course :
- Premier : 8 points
- Second : 6 points
- Troisième : 4 points
- Quatrième : 3 points
- Cinquième : 2 points
- Sixième : 1 point

## Grands Prix
| N° | Course                            | Lieu             | Vainqueur 50 cm³     | Vainqueur 125 cm³   | Vainqueur 250 cm³ | Vainqueur 350 cm³ | Vainqueur 500 cm³    | Résultat |
| -- | --------------------------------- | ---------------- | -------------------- | ------------------- | ----------------- | ----------------- | -------------------- | -------- |
| 1  | Grand Prix d'Espagne              | Montjuïc         | Hans-Georg Anscheidt | Kunimitsu Takahashi | Jim Redman        |                   |                      | Résultat |
| 2  | Grand Prix de France              | Clermont-Ferrand | Jan Huberts          | Kunimitsu Takahashi | Jim Redman        |                   |                      | Résultat |
| 3  | Tourist Trophy                    | Île de Man       | Ernst Degner         | Luigi Taveri        | Derek Minter      | Mike Hailwood     | Gary Hocking         | Résultat |
| 4  | Grand Prix des Pays-Bas           | Assen            | Ernst Degner         | Luigi Taveri        | Jim Redman        | Jim Redman        | Mike Hailwood        | Résultat |
| 5  | Grand Prix de Belgique            | Spa              | Ernst Degner         | Luigi Taveri        | Bob McIntyre      |                   | Mike Hailwood        | Résultat |
| 6  | Grand Prix d'Allemagne de l'Ouest | Solitude         | Ernst Degner         | Luigi Taveri        | Jim Redman        |                   |                      | Résultat |
| 7  | Grand Prix d'Ulster               | Dundrod          |                      | Luigi Taveri        | Tommy Robb        | Jim Redman        | Mike Hailwood        | Résultat |
| 8  | Grand Prix d'Allemagne de l'Est   | Sachsen          | Jan Huberts          | Luigi Taveri        | Jim Redman        | Jim Redman        | Mike Hailwood        | Résultat |
| 9  | Grand Prix des Nations            | Monza            | Hans-Georg Anscheidt | Teisuke Tanaka      | Jim Redman        | Jim Redman        | Mike Hailwood        | Résultat |
| 10 | Grand Prix de Finlande            | Tampere          | Luigi Taveri         | Jim Redman          |                   | Tommy Robb        | Alan Shepherd        | Résultat |
| 11 | Grand Prix d'Argentine            | Buenos Aires     | Hugh Anderson        | Hugh Anderson       | Arthur Wheeler    |                   | Benedicto Caldarella | Résultat |

## Résultats de la saison

### Championnat 1962 catégorie 500 cm³
| Clas. | Pilote               | Pays                                    | Constructeur | Points | Victoires |
| ----- | -------------------- | --------------------------------------- | ------------ | ------ | --------- |
| 1     | Mike Hailwood        | Royaume-Uni                             | MV Agusta    | 40     | 5         |
| 2     | Alan Shepherd        | Royaume-Uni                             | Matchless    | 29     | 1         |
| 3     | Phil Read            | Royaume-Uni                             | Norton       | 11     | 0         |
| 4     | Bert Schneider       | Autriche                                | Norton       | 10     | 0         |
| 5     | Gary Hocking         | Fédération de Rhodésie et du Nyassaland | MV Agusta    | 8      | 1         |
| =     | Benedicto Caldarella | Argentine                               | Matchless    | 8      | 1         |
| 7     | Frantisek Stastny    | Tchécoslovaquie                         | Jawa         | 7      | 0         |
| 8     | Tony Godfrey         | Royaume-Uni                             | Norton       | 7      | 0         |
| 9     | Paddy Driver         | Afrique du Sud                          | Norton       | 7      | 0         |
| 10    | Ellis Boyce          | Royaume-Uni                             | Norton       | 6      | 0         |
| =     | Derek Minter         | Royaume-Uni                             | Norton       | 6      | 0         |
| =     | Remo Venturi         | Italie                                  | MV Agusta    | 6      | 0         |
| =     | Sven-Olof Gunnarsson | Suède                                   | Norton       | 6      | 0         |
| =     | Juan Carlos Salatino | Argentine                               | Norton       | 6      | 0         |
| 15    | Fred Stevens         | Royaume-Uni                             | Norton       | 5      | 0         |
| 16    | Silvio Grassetti     | Italie                                  | Bianchi      | 4      | 0         |
| =     | Eduardo Salatino     | Argentine                               | Norton       | 4      | 0         |
| 18    | Ron Langston         | Royaume-Uni                             | Norton       | 3      | 0         |
| =     | Anssi Resko          | Finlande                                | Matchless    | 3      | 0         |
| =     | Pablo Gamberini      | Chili                                   | Matchless    | 3      | 0         |
| 21    | Roy Ingram           | Royaume-Uni                             | Norton       | 2      | 0         |
| =     | Jack Findlay         | Australie                               | Norton       | 2      | 0         |
| =     | Harald Karlsson      | Suède                                   | Norton       | 2      | 0         |
| =     | Amleto Pomesano      | Argentine                               | Norton       | 2      | 0         |
| 25    | Roland Föll          | Allemagne de l'Ouest                    | Matchless    | 2      | 0         |
| 26    | Brian Setchell       | Royaume-Uni                             | Norton       | 1      | 0         |
| =     | Ray Spence           | Royaume-Uni                             | Norton       | 1      | 0         |
| =     | Federico Soler       | Argentine                               | Norton       | 1      | 0         |

### Championnat 1962 catégorie 350 cm³
| Clas. | Pilote               | Pays                                    | Constructeur | Points | Victoires |
| ----- | -------------------- | --------------------------------------- | ------------ | ------ | --------- |
| 1     | Jim Redman           | Fédération de Rhodésie et du Nyassaland | Honda        | 32     | 4         |
| 2     | Tommy Robb           | Royaume-Uni                             | Honda        | 22     | 1         |
| 3     | Mike Hailwood        | Royaume-Uni                             | MV Agusta    | 20     | 1         |
| 4     | Frantisek Stastny    | Tchécoslovaquie                         | Jawa         | 16     | 0         |
| 5     | Silvio Grassetti     | Italie                                  | Bianchi      | 8      | 0         |
| 6     | Alan Shepherd        | Royaume-Uni                             | AJS / MZ     | 7      | 0         |
| 7     | Gustav Havel         | Tchécoslovaquie                         | Jawa         | 7      | 0         |
| 8     | Gary Hocking         | Fédération de Rhodésie et du Nyassaland | MV Agusta    | 6      | 0         |
| 9     | Mike Duff            | Canada                                  | AJS          | 5      | 0         |
| 10    | Roy Ingram           | Royaume-Uni                             | Norton       | 3      | 0         |
| =     | Sven-Olof Gunnarsson | Suède                                   | Norton       | 3      | 0         |
| 12    | Derek Minter         | Royaume-Uni                             | Norton       | 2      | 0         |
| =     | Taneli Lepo          | Finlande                                | AJS          | 2      | 0         |
| 14    | Hugh Anderson        | Nouvelle-Zélande                        | AJS          | 1      | 0         |
| =     | Phil Read            | Royaume-Uni                             | Norton       | 1      | 0         |
| =     | Nicolaï Sevostianov  | Union soviétique                        | CKEB C360    | 1      | 0         |
| =     | Arthur Wheeler       | Royaume-Uni                             | Moto Guzzi   | 1      | 0         |
| =     | Moto Kitano          | Japon                                   | Honda        | 1      | 0         |

### Championnat 1962 catégorie 250 cm³
| Clas. | Pilote               | Pays                                    | Constructeur | Points | Victoires |
| ----- | -------------------- | --------------------------------------- | ------------ | ------ | --------- |
| 1     | Jim Redman           | Fédération de Rhodésie et du Nyassaland | Honda        | 48     | 6         |
| 2     | Bob McIntyre         | Royaume-Uni                             | Honda        | 32     | 1         |
| 3     | Arthur Wheeler       | Royaume-Uni                             | Moto Guzzi   | 19     | 1         |
| 4     | Tom Phillis          | Australie                               | Honda        | 12     | 0         |
| 5     | Tarquinio Provini    | Italie                                  | Morini       | 10     | 0         |
| 6     | Derek Minter         | Royaume-Uni                             | Honda        | 8      | 1         |
| =     | Tommy Robb           | Royaume-Uni                             | Honda        | 8      | 1         |
| 8     | Luigi Taveri         | Suisse                                  | Honda        | 8      | 0         |
| 9     | Alberto Pagani       | Italie                                  | Aermacchi    | 8      | 0         |
| 10    | Dan Shorey           | Royaume-Uni                             | Bultaco      | 8      | 0         |
| 11    | Mike Hailwood        | Royaume-Uni                             | MZ           | 6      | 0         |
| =     | Umberto Masetti      | Italie                                  | Morini       | 6      | 0         |
| 13    | Günter Beer          | Allemagne de l'Ouest                    | Adler        | 6      | 0         |
| =     | Moto Kitano          | Japon                                   | Honda        | 6      | 0         |
| 15    | Teisuke Tanaka       | Japon                                   | Honda        | 4      | 0         |
| =     | Werner Musiol        | Allemagne de l'Est                      | MZ           | 4      | 0         |
| =     | Rudolph Kaiser       | Argentine                               | NSU          | 4      | 0         |
| 18    | Cas Swart            | Pays-Bas                                | Honda        | 3      | 0         |
| =     | Jorge Ternengo       | Argentine                               | Ducati       | 3      | 0         |
| 20    | Jean-Pierre Beltoise | France                                  | Morini       | 2      | 0         |
| =     | Frank Perris         | Royaume-Uni                             | Suzuki       | 2      | 0         |
| =     | Campbell Donaghy     | Royaume-Uni                             | Ducati       | 2      | 0         |
| =     | Nicolaï Sevostianov  | Union soviétique                        | CKEB C259    | 2      | 0         |
| =     | Gilberto Milani      | Italie                                  | Aermacchi    | 2      | 0         |
| =     | Carlos Marfetan      | Uruguay                                 | Parilla      | 2      | 0         |
| 26    | Marcel Toussaint     | Belgique                                | Benelli      | 1      | 0         |
| =     | Benjamin Savoye      | France                                  | Mondial      | 1      | 0         |
| =     | Pierrot Vervroegen   | Belgique                                | Aermacchi    | 1      | 0         |
| =     | Michael Schneider    | Allemagne de l'Ouest                    | NSU          | 1      | 0         |
| =     | Stuart Graham        | Royaume-Uni                             | Aermacchi    | 1      | 0         |
| =     | Paolo Campanelli     | Italie                                  | Benelli      | 1      | 0         |
| =     | Enrique Dietrich     | Argentine                               | Aermacchi    | 1      | 0         |

### Championnat 1962 catégorie 125 cm³
| Clas. | Pilote              | Pays                                    | Constructeur | Points | Victoires |
| ----- | ------------------- | --------------------------------------- | ------------ | ------ | --------- |
| 1     | Luigi Taveri        | Suisse                                  | Honda        | 48     | 6         |
| 2     | Jim Redman          | Fédération de Rhodésie et du Nyassaland | Honda        | 38     | 1         |
| 3     | Tommy Robb          | Royaume-Uni                             | Honda        | 30     | 0         |
| 4     | Kunimitsu Takahashi | Japon                                   | Honda        | 16     | 2         |
| 5     | Mike Hailwood       | Royaume-Uni                             | EMC          | 12     | 0         |
| 6     | Teisuke Tanaka      | Japon                                   | Honda        | 11     | 1         |
| 7     | Hugh Anderson       | Nouvelle-Zélande                        | Suzuki       | 11     | 1         |
| 8     | Hans Fischer        | Allemagne de l'Est                      | MZ           | 7      | 0         |
| 9     | Raúl Kissling       | Argentine                               | DKW          | 6      | 0         |
| 10    | Paddy Driver        | Afrique du Sud                          | EMC          | 6      | 0         |
| 11    | Ernst Degner        | Allemagne de l'Ouest                    | Suzuki       | 5      | 0         |
| 12    | Rex Avery           | Royaume-Uni                             | EMC          | 5      | 0         |
| 13    | Tom Phillis         | Australie                               | Honda        | 4      | 0         |
| =     | Alan Shepherd       | Royaume-Uni                             | MZ           | 4      | 0         |
| =     | Mitsuo Itoh         | Japon                                   | Suzuki       | 4      | 0         |
| 16    | Derek Minter        | Royaume-Uni                             | Honda        | 3      | 0         |
| =     | Bob McIntyre        | Royaume-Uni                             | Honda        | 3      | 0         |
| =     | Limburg Moreira     | Argentine                               | Bultaco      | 3      | 0         |
| 19    | John Grace          | Gibraltar                               | Bultaco      | 2      | 0         |
| =     | Klaus Enderlein     | Allemagne de l'Est                      | MZ           | 2      | 0         |
| =     | Alberto Pagani      | Italie                                  | Honda        | 2      | 0         |
| =     | Frank Perris        | Royaume-Uni                             | Suzuki       | 2      | 0         |
| =     | Marzillo Chizzini   | Argentine                               | Bultaco      | 2      | 0         |
| 24    | Francesco Villa     | Italie                                  | Mondial      | 1      | 0         |
| =     | Jorge Kissling      | Argentine                               | Bultaco      | 1      | 0         |
| =     | Stanislav Malina    | Tchécoslovaquie                         | ČZ           | 1      | 0         |
| =     | Giuseppe Visenzi    | Italie                                  | Ducati       | 1      | 0         |
| =     | Werner Musiol       | Allemagne de l'Est                      | MZ           | 1      | 0         |
| =     | Jukka Petäjä        | Finlande                                | MZ           | 1      | 0         |
| =     | Pedro Rosenthal     | Argentine                               | Tohatsu      | 1      | 0         |

### Championnat 1962 catégorie 50 cm³
| Clas. | Pilote               | Pays                 | Constructeur | Points | Victoires |
| ----- | -------------------- | -------------------- | ------------ | ------ | --------- |
| 1     | Ernst Degner         | Allemagne de l'Ouest | Suzuki       | 41     | 4         |
| 2     | Hans-Georg Anscheidt | Allemagne de l'Ouest | Kreidler     | 36     | 2         |
| 3     | Luigi Taveri         | Suisse               | Honda        | 29     | 1         |
| 4     | Jan Huberts          | Pays-Bas             | Kreidler     | 29     | 2         |
| 5     | Mitsuo Itoh          | Japon                | Suzuki       | 23     | 0         |
| 6     | Tommy Robb           | Royaume-Uni          | Honda        | 17     | 0         |
| 7     | Hugh Anderson        | Nouvelle-Zélande     | Suzuki       | 16     | 1         |
| 8     | Seichi Suzuki        | Japon                | Suzuki       | 10     | 0         |
| 9     | Kunimitsu Takahashi  | Japon                | Honda        | 7      | 0         |
| 10    | José Busquets        | Espagne              | Derbi        | 6      | 0         |
| 11    | Wolfgang Gedlich     | Allemagne de l'Ouest | Kreidler     | 6      | 0         |
| 12    | Isao Morishita       | Japon                | Suzuki       | 2      | 0         |
| =     | Teisuke Tanaka       | Japon                | Honda        | 2      | 0         |
| 14    | Michio Ichino        | Japon                | Suzuki       | 2      | 0         |
| 15    | Dan Shorey           | Royaume-Uni          | Kreidler     | 1      | 0         |
| =     | Günter Beer          | Allemagne de l'Ouest | Kreidler     | 1      | 0         |